# Marie Loeper-Housselle

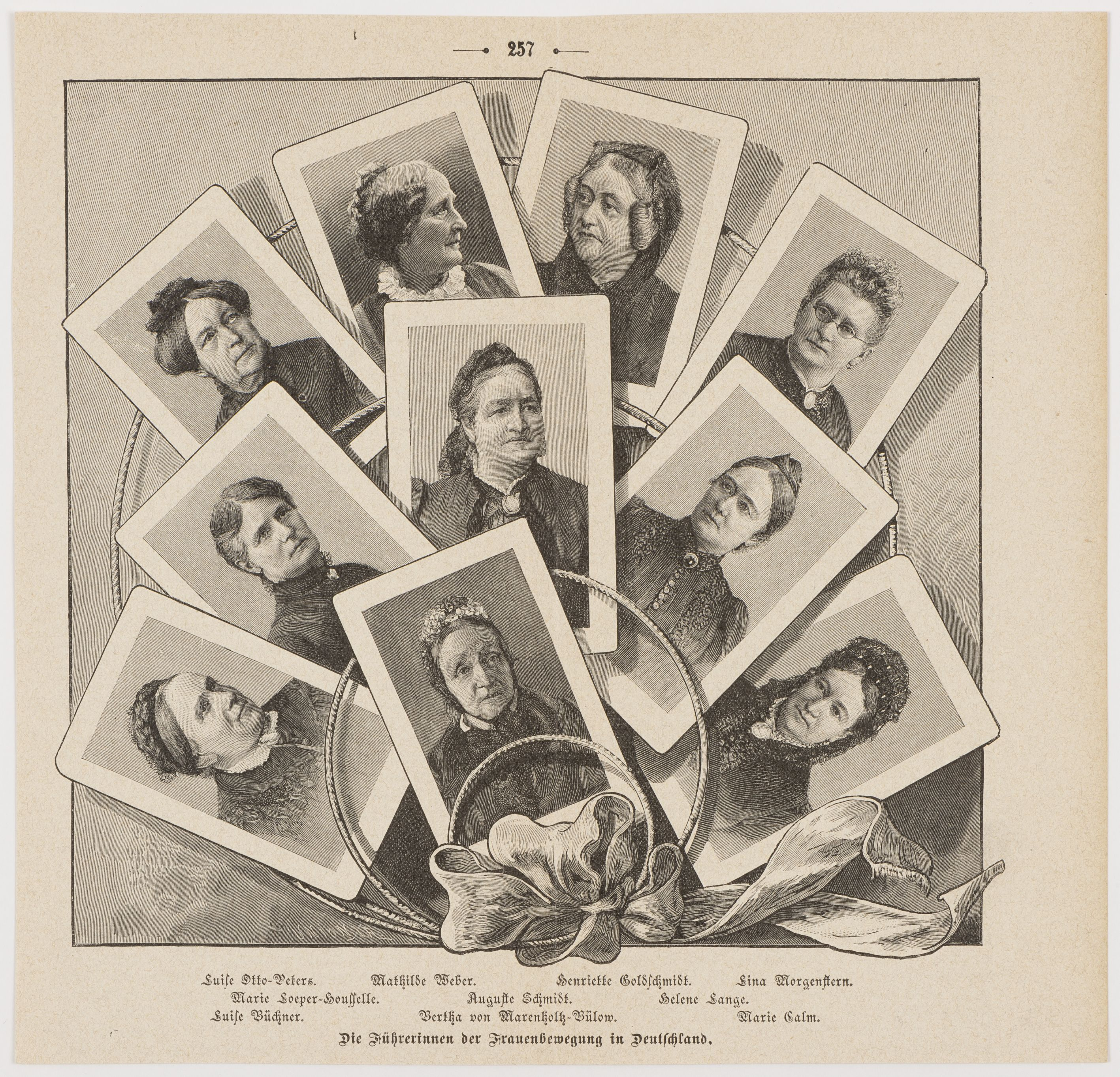
Líderes do movimento feminino na Alemanha, 1894

Marie Loeper-Housselle (Prússia Ocidental, 11 de fevereiro de 1837 - Baden-Baden, 25 de janeiro de 1916) foi uma educadora e defensora da educação para meninas e mulheres alemã. Ela fundou o periódico para professores Die Lehrerin in Schule und Haus.

## Biografia
Marie Loeper-Housselle nasceu em 11 de fevereiro de 1837 em Gross-Lesewitz, Prússia Ocidental. Ela começou sua carreira de educadora em Elbląg, onde terminou seu aprendizado. Após seu casamento ela mudou-se para Estrasburgo, Alsácia, e lá se interessou por organizar professores e também por melhorar a educação das meninas.
Ela fundou o primeiro periódico alemão destinado aos professores, Die Lehrerin in Schule und Haus (O professor na escola e em casa), e a organização Allgemeine deutsche Lehrerinnen-Verein (Associação Geral de Professores Alemães).

## Morte
Loeper-Housselle faleceu em 25 de janeiro de 1916 em Baden-Baden, Alemanha.